# Gmina Boćki
Die Gmina Boćki ist eine Landgemeinde im Powiat Bielski der Woiwodschaft Podlachien in Polen. Ihr Sitz ist das gleichnamige Dorf (litauisch Bočkai) mit etwa 1500 Einwohnern.

## Gliederung
Zur Landgemeinde Boćki gehören 36 Ortschaften:
Andryjanki
Kolonia Andryjanki
Boćki I
Boćki II
Boćki III
Boćki IV
Bodaczki
Bodaki
Bystre
Chranibory Drugie
Chranibory Pierwsze
Dubno
Dziecinne
Hawryłki
Jakubowskie
Krasna Wieś
Mołoczki
Nurzec
Olszewo
Pasieka
Piotrowo-Krzywokoły
Piotrowo-Trojany
Sasiny
Siedlece
Siekluki
Sielc
Skalimowo
Solniki
Starowieś
Szeszyły
Szumki
Śnieżki
Torule
Wandalin
Wiercień
Wojtki
Wygonowo
Żołoćki
Weitere Ortschaften der Gemeinde sind Kolonia Boćki, Młynisk, Wandalinek und Wylan.